# Boris Demidovič
Boris Pavlovič Demidovič (ruski: Борис Павлович Демидович; bjeloruski: Барыс Паўлавіч Дземідовіч), (Novogrudok, 2. ožujka 1906. – Moskva, 23. travnja 1977.) - bjeloruski matematičar
Boris Demidovič je rođen u obitelji nastavnika. Nakon što je diplomirao 1923., dodatno je studirao za nastavnika fizike i matematike do 1927. Imao je ponudu za posao u Bjelorusiji, ali je radije otišao u Rusiju. 
Četiri godine je služio kao profesor matematike u srednjim školama na području Smolenska i Brjanska. Predaje u Moskvi od 1931. godine. U isto vrijeme, postaje postdiplomantski student na Matematičkom institutu Moskvskog državnog sveučilišta. Pod vodstvom Andreja Kolmogorova radio je na teoriji funkcija prave varijable. Kolmogorov je primijetio, da je Demidovič zainteresiran za probleme diferencijalnih jednadžbi pa ga je pozvao, da mu se pridruži u proučavanju kvalitativne teorije običnih diferencijalnih jednadžbi pod vodstvom Vjačeslava Stepanova. 
Nakon postdiplomskog studija 1935., radio je na Odjelu za matematiku u Zavodu kožarske industrije. Od 1936. je suradnik na Matematičkom fakultetu Moskovskog državnoga sveučilišta. Do svoje smrti, trajno je ostao član osoblja. Postao je doktor znanosti, sveučilišni profesor i dobio je počasni naslov "zaslužnog znanstvenika RSFSR-a".
Iznenada je umro 23. travnja 1977. od akutne kardiovaskularne insuficijencije.
Demidovič je uglavnom radio u pet područja: dinamički sustavi s integralnim invarijantima, periodična i kvazi-periodična rješenja običnih diferencijalnih jednadžbi; diferencijalni sustavi; ograničena rješenja običnih diferencijalnih jednadžbi; održivost običnih diferencijalnih jednadžbi u posebice orbitalnoj stabilnosti dinamičkih sustava.
Uz znanstvene i obrazovne aktivnosti istodobno je predavao na nekoliko vodećih sveučilišta u Moskvi.
Njegovo iskustvo kao profesora, ogleda se u knjigama iz matematičke analize, koje su prevedene na mnoge strane jezike, uključujući i hrvatski jezik te se koriste kao sveučilišna literatura. 
Često je sudjelovao na znanstvenim skupovima i aktivno je surađivao s uredništvima raznih matematičkih časopisa.